# Dom von Faenza
Die Kathedrale San Pietro Apostolo ist das wichtigste katholische Gotteshaus der Stadt Faenza in der Emilia-Romagna und die Mutterkirche der Diözese Faenza-Modigliana. Sie trägt den Titel einer Basilica minor.

## Geschichte
Als Ausdruck der Renaissance-Architektur in der Romagna zeigt sie toskanischen Einfluss. Der von Giuliano da Maiano entworfene Bau wurde 1474 begonnen und erst 1515 vollendet, aber die Fassade blieb unvollendet. Die Weihe mit der Widmung an den Heiligen Petrus fand 1581 statt.
Im Oktober 1948 erhob Papst Pius XII. die Kathedrale zu einer Basilica minor.
Es ist die dritte Kathedrale von Faenza seit der Gründung der Diözese. Die erste war Santa Maria foris portam, Kathedrale bis 743. Die zweite, deren Bauzeit unbekannt ist, wurde an der Stelle errichtet an der sich die heutige befindet und hatte eine nach Osten ausgerichtete Fassade und war in drei Schiffe unterteilt.

## Beschreibung

### Außen
An der unvollendeten Fassade sind die vorstehenden Steine sichtbar. Im unteren Teil der Fassade befinden sich in Übereinstimmung mit der dreischiffigen Struktur des Inneren drei Portale mit Rundbögen, während zu den Seitenkapellen jeweils Fenster vorhanden sind. Im oberen Teil belichten zwei Opaia die Seitenschiffe und zwei hohe Rundbogenfenster und eine Fensterrose das Mittelschiff. Die Fassade endet mit einem einfachen dreieckigen Giebel, der von einem schmiedeeisernen Kreuz überragt wird.
Über dem rechten Arm des Querschiffs befindet sich der Glockenturm. Es handelt sich um ein Glockengiebel mit drei Glocken, jede innerhalb eines eigenen Bogens.

### Innen

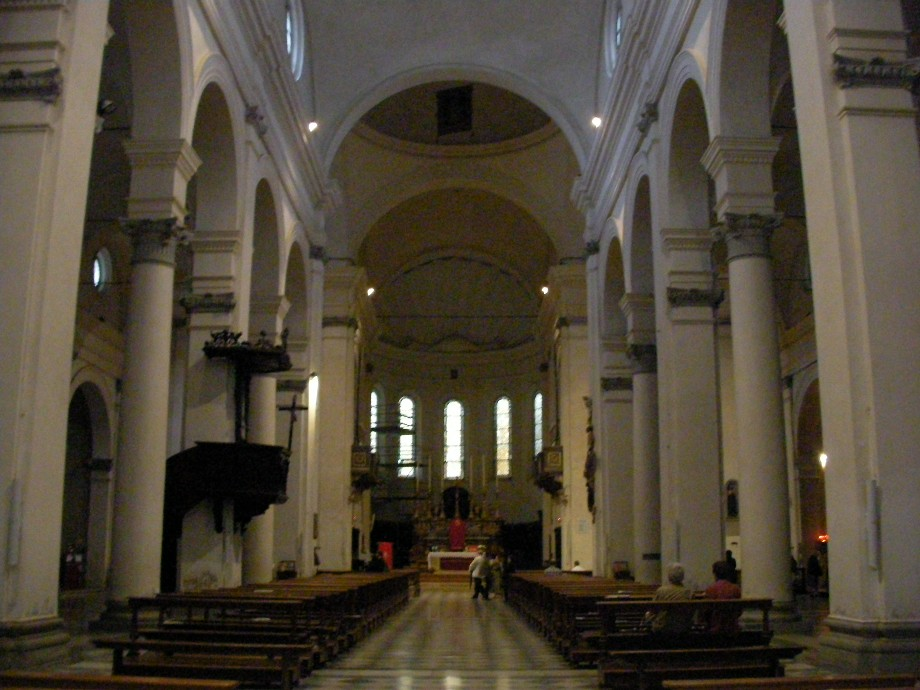
Innen

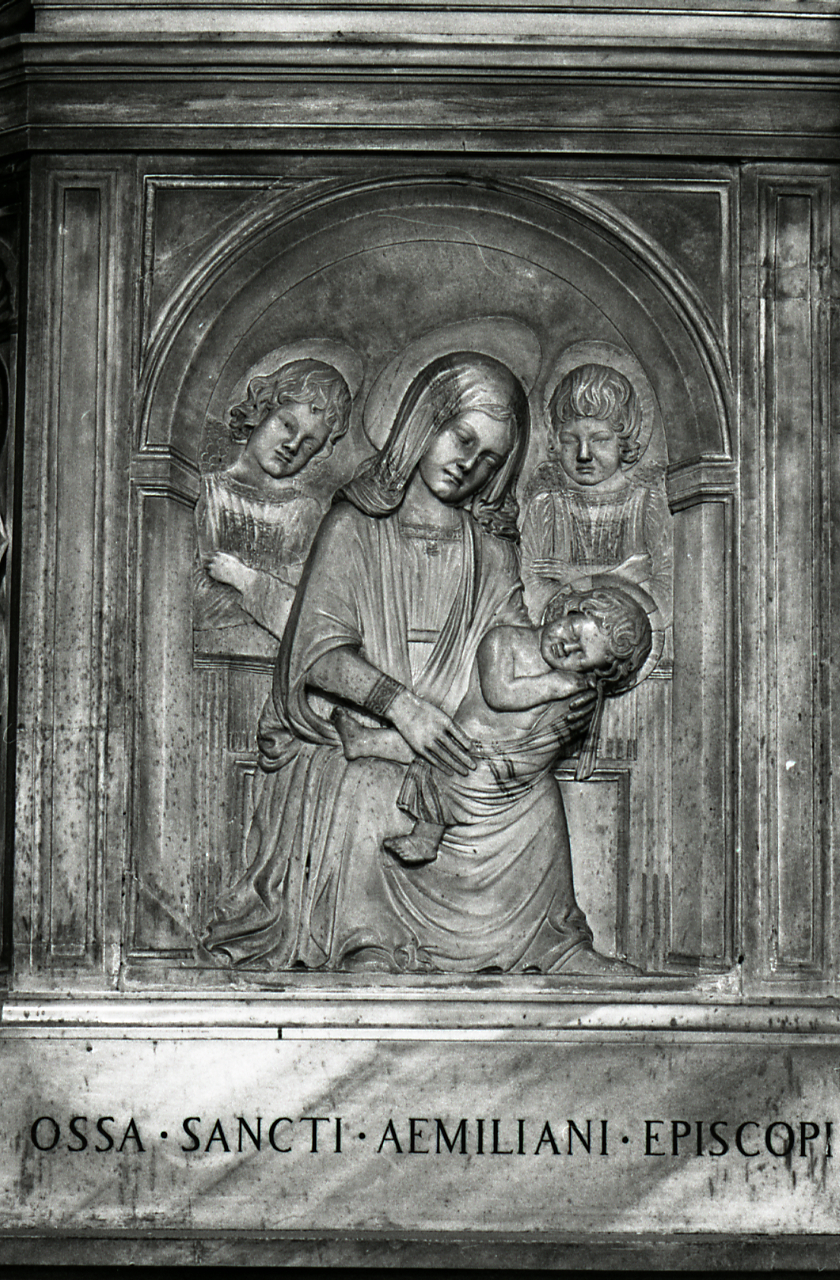
Detail des Sarkophags des Heiligen Emilian. Foto: Paolo Monti, 1979.

Das Innere der Kathedrale hat den Grundriss eines lateinischen Kreuzes mit drei Schiffen, die durch Rundbogenarkaden getrennt sind, deren Säulen sich mit Pfeilern in einer ionischen Ordnung abwechseln. Die Schiffe werden auf jeder Seite von acht Kapellen flankiert. Die tiefe Apsis endet mit einer Halbkuppel in Form einer Muschel und wird von fünf hohen Rundbogenfenstern beleuchtet. Hinter dem Hochaltar aus mehrfarbigem Marmor befindet sich ein hölzernes Chorgestühl, datiert 1513.
Die Kathedrale beherbergt Kunstwerke aus der Zeit der Renaissance, insbesondere Skulpturen:
- Kapelle der Beata Vergine delle Grazie, die als Diözesanheiligtum erbaut wurde und ein Fresko aus dem Jahr 1412 enthält. Das Fresko zeigt Maria beim Brechen von Pfeilen, Symbol für die Gefahren, vor denen sie Schutz bietet.
- Sarkophag des Heiligen Terenzio di Imola,[3] von 1462, Werk eines toskanischen Meisters;
- Sarkophag des Sabinus von Assisi, der 1468 fertiggestellt wurde, möglicherweise in Florenz von Benedetto da Maiano.[4]
- Sarkophag des Heiligen Emiliano, aus der zweiten Hälfte des 15. Jahrhunderts (einige Marmorreliefs befinden sich heute im Musée Jacquemart-André in Paris).
- Gemälde von Innocenco da Imola Jungfrau mit Jesuskind und den Heiligen Johannes der Täufer, Petrus und Paulus, Joachim und Anna (Öl auf Holz, 1526).

Altar der Beata Vergine delle Grazie
Der Altar der Madonna delle Grazie wurde 1725/26 von der gleichnamigen Bruderschaft in der Dominikanerkirche errichtet. Er wurde 1762 in den Dom verlegt und in einen früheren Marmoraltar (möglicherweise das Werk des Bildhauers Tommaso Ruer) integriert, zu dem die Statuen der Heiligen Petrus und Paulus und zwei Engel gehören, die einen Vorhang raffen, dessen große Stoffdraperie oben in einem Kreuz endet. Als zentraler Teil der Anordnung findet sich das Bild der Madonna, umgeben von Seraphimen zwischen zwei roten Marmorsäulen aus Frankreich, die einen Architrav mit zwei kleineren Engeln tragen. Es treten zwei weitere Säulen aus schwarz-weißem Carrara-Marmor hinzu, die den gesprengten Giebel halten, auf dem erneut zwei Engelchen mit drei zerbrochenen Pfeilen sitzen, dem Symbol der Bruderschaft. In der Mitte des Giebels umschließt ein Oval ein Medaillon mit einem Flachrelief, das die Erscheinung der Jungfrau darstellt.
Der Künstler ist Girolamo Domenico Bertos, ein venezianischer Architekt und Marmorbildhauer, der jedoch in Ravenna lebte. In der Chronik von Carlo Zanelli (Manuskript 48, IB, Biblioteca Comunale di Faenza) wurde am 4. Juli 1727 notiert (S. 208): „Die Beata Vergine delle Grazie wurde von der Wand gelöst und in einen Eichenrahmen gestellt. Man fertigte ihr einen neuen Altar, in den man das erwähnte Bild zwei Fuß höher als im alten stellte. Der Schöpfer des besagten Altars war Herr Girolamo Bertos, und ihm wurden 410 Scudi für die Errichtung und den Marmor des besagten Altars gegeben“.

### Orgel
Die Mascioni-Orgel opus 809 wurde 1962 gebaut. Das Instrument enthält eine elektrische Traktur und sein Spieltisch hat drei Klaviaturen mit je 61 Tönen und ein konkav-radiales Pedal mit 32 Tönen.
Die Hauptregister der Orgel befinden sich auf den beiden Emporen an den Seiten des Presbyteriums; das Klanggehäuse und der Spieltisch befinden sich, verdeckt durch den Hochaltar, in der Mitte des hölzernen Chors in der Apsis.

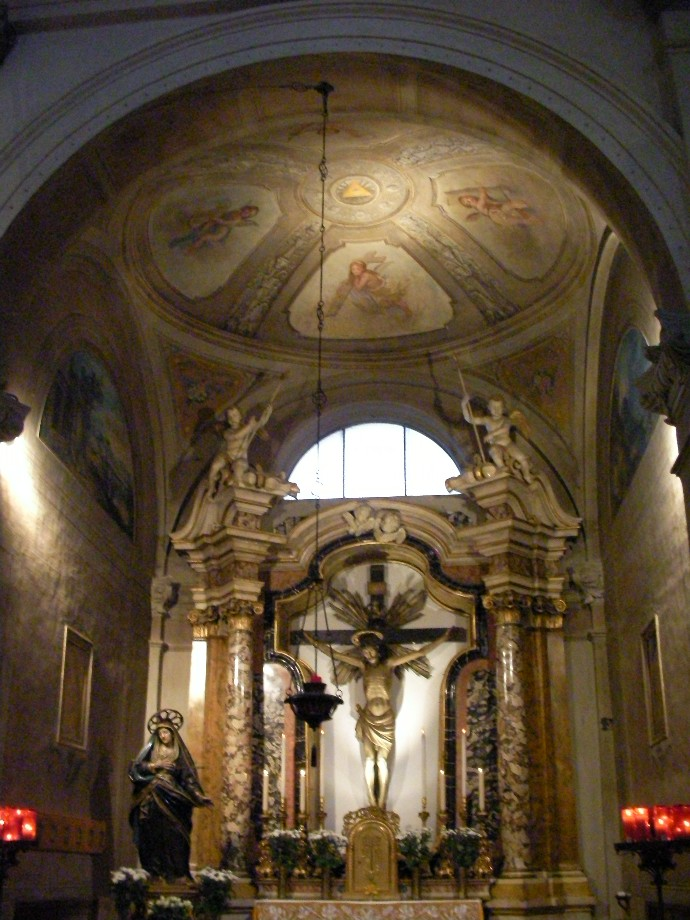
Kreuzkapelle
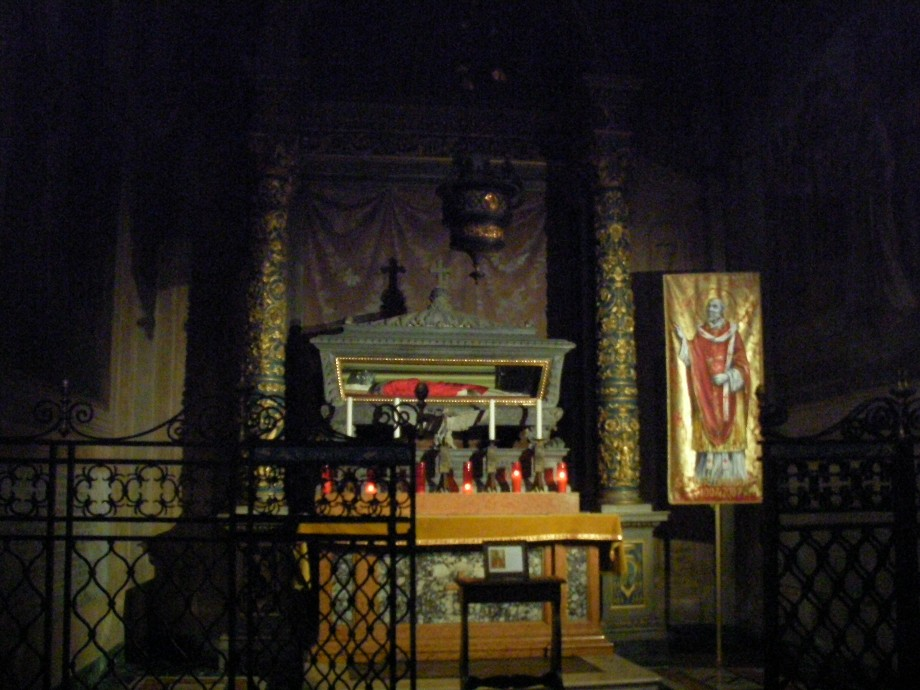
Kapelle des Petrus Damiani
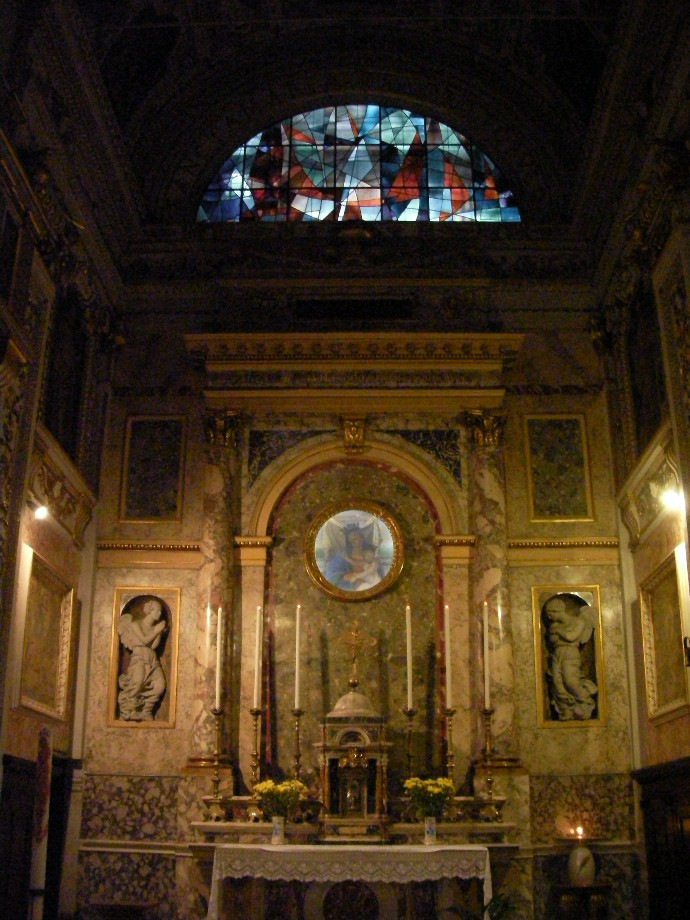
Kapelle der Madonna del Popolo
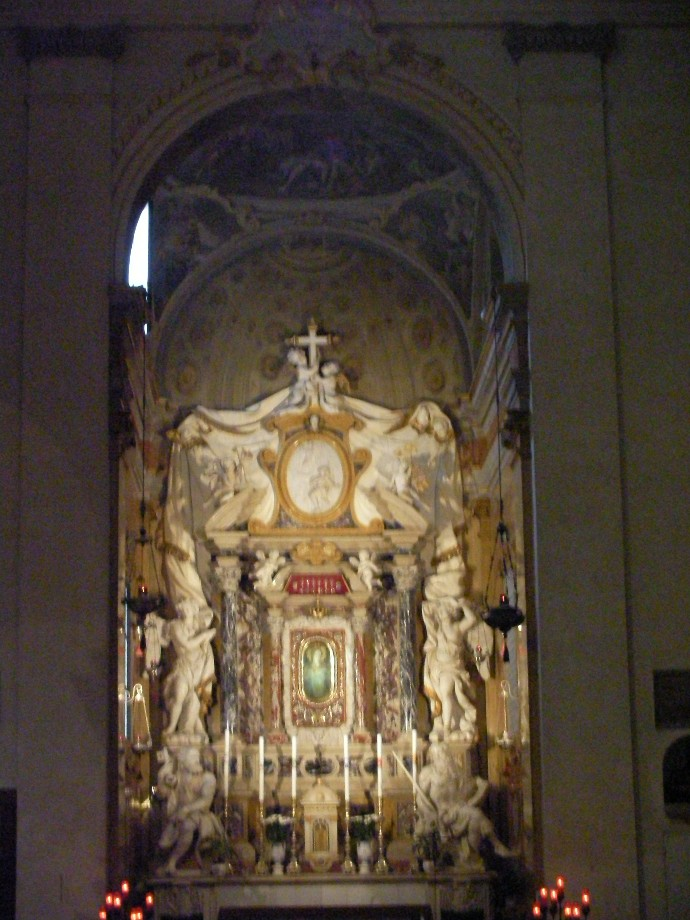
Kapellenheiligtum der Beata Vergine delle Grazie